# Patrick Rambaud
Patrick Rambaud, född 21 april 1946 i Paris i Frankrike, är en fransk författare. Han har skrivit ett trettiotal böcker, däribland flera parodier. För sin roman La bataille mottog han Goncourtpriset 1997 och franska akademiens stora romanpris.
Han invaldes i Goncourtakademien 2008.

## Litterär verksamhet
Tillsammans med Michel-Antoine Burnier har Rambaud skrivit ett fyrtiotal pastischer av exempelvis Roland Barthes sans peine, Le tronc et l'éncore (François Mitterrand), La farce des choses (Simone de Beauvoir) eller Un navire dans tes yeus (Françoise Sagan). Andra offer har varit: Louis Aragon, Charles de Gaulle, Philippe Sollers och André Malraux.
Båda författarna har dessutom givit ut Le journalisme sans peine (1997), en handbok för journalistiska tics (lama metaforer, typografi skapar förvirring, etc.). De tar bland annat upp uppkomsten av ”nyspråk”: ”Idag måste ord som sårar alltför realistiskt mjukas upp. Vi talar inte längre om döden, utan om icke-liv, inte om blinda, utan icke seende. …”
Under pseudonymen Marguerite Duraille, har Rambaud parodierat Marguerite Duras två gånger: Virginie Q., 1988, och Mururoa min kärlek, 1996.
I La bataille, Il neigeait, L’absent och Le chat botté (Mästerkatten i stövlar), berättar han romantiserade historiska Napoleonepisoder. I var och en av romanerna finns bifigurer (en soldat, officer i Napoleons armé, franska sättet ...), som ger honom anledning att visa Napoleon och hans familj. Även L’idiot du village har det förflutna som tema.
Han arbetar också som journalist åt den franska tidskriften Actuel och har även varit verksam som spökskrivare.

### La bataille
Rambaud fick Goncourtpriset 1997 för sin roman La bataille.
Hans inspirationskälla till romanen var ett projekt som Honoré de Balzac skapade 1828, fortsatte med under 1833 på Napoleons slagfält men aldrig avslutade. Balzacs La bataille handlar främst om slaget vid Dresden.

### Krönika av kejsar Nicolas I
Rambaud har förklarat att det var för att kämpa mot den depression som han fick av valet av landets nye president, Nicolas Sarkozy, som han skrev Chronique du règne de Nicolas I.